# Vincent Paterson
 (juillet 2010).
Si vous disposez d'ouvrages ou d'articles de référence ou si vous connaissez des sites web de qualité traitant du thème abordé ici, merci de compléter l'article en donnant les références utiles à sa vérifiabilité et en les liant à la section « Notes et références ».
Vincent Paterson, né le 4 mai 1950, est un metteur en scène, chorégraphe et réalisateur américain.
Paterson a collaboré avec des artistes de renommée mondiale comme Michael Jackson, George Harrison et Madonna. Il a connu un succès mondial en tant que metteur en scène et chorégraphe et a eu une longue carrière dans de nombreux secteurs de l'industrie du divertissement, notamment le cinéma, à Broadway, les concerts, l'opéra, les vidéoclips, la télévision et les publicités.

## Carrière
Pour Michael Jackson, il est l'un des deux danseurs combattants du clip de Beat It, et a été assistant chorégraphe et danseur zombie dans celui de Thriller. Il a co-dirigé et co-chorégraphié le Bad World Tour, ainsi que co-chorégraphié les clips de Smooth Criminal, The Way You Make Me Feel, Dirty Diana, Speed Demon, Black or White, et les performances lors du Super Bowl XXVII, des Grammys, du MTV 10th Anniversary. Il a également co-réalisé avec Michael Jackson et co-chorégraphié le clip de Blood on the Dance Floor.
Pour Madonna, il a chorégraphié, sa publicité publicité pour Pespi Cola avec pour fond musical Like A Prayer, Express Yourself, en partie le clip de Vogue en 1990, ainsi que sa version "Marie-Antoinette" aux MTV Video Music Awards de la même année. Vincent Patterson fut le génial chorégraphe du Blond Ambition world tour, toujours en 1990.
En 1996, c'est lui qui a travaillé sur les chorégraphies de la comédie musicale dont Madonna est l'héroïne, Evita,.
Paterson a dirigé la chorégraphie des séquences musicales du film de Lars von Trier, Dancer in the Dark (2000), qui a reçu la Palme d'or au Festival de Cannes. Il a chorégraphié plusieurs films, dont The Birdcage (1996), Evita (1996) d'Alan Parker, ainsi que Closer, entre adultes consentants  (2004) de Mike Nichols.
Il a dirigé le film télévisé In Search of Dr. Seuss (en), qui a reçu sept nominations aux Emmy Awards. Il a par ailleurs été chorégraphe pour la série télévisée Dharma et Greg.
Paterson a chorégraphié plus de deux cent cinquante publicités, y compris des campagnes commerciales pour Pepsi, GE, Rubbermaid, Nike, Payless et El Pollo Loco.